# 派恩赫斯特 (愛達荷州)
派恩赫斯特（英語：Pinehurst）是一個位於美國愛達荷州肖肖尼縣的城市。

## 地理
派恩赫斯特的座標為47°32′14″N 116°14′14″W / 47.53722°N 116.23722°W，而該地的平均海拔高度為678米（即2224英尺）。

## 人口
根據2020年美國人口普查的數據，派恩赫斯特的面積為2.58平方千米，均為陸地。當地共有人口1679人，而人口密度為每平方千米650.78人。